# Osmia gutturalis
Osmia gutturalis är en biart som beskrevs av Warncke 1988. Den ingår i släktet murarbin och familjen buksamlarbin. Inga underarter finns listade i Catalogue of Life.

## Beskrivning
Artens grundfärg är metallglänsande, mörkblå hos honan, grön hos hanen. Behåringen är vit och extra tät kring antennerna och clypeus. På den nedre delen av honans ansikte övergår behåringen till att bli gulaktig. En annan skillnad mellan könen är att hanens mandibler har två taggar, medan honans har tre. Hanen är också mindre än honan, med en kroppslängd på omkring 6 mm mot hennes 8 mm.

## Utbredning
Arten har påträffats i Turkiet, Israel och Iran.

## Ekologi
Som alla murarbin är Osmia fasciata solitär (icke-social), den har inga kaster, utan honan ansvarar själv för avkommans omsorg. Arten är polylektisk, den flyger till blommande växter från flera familjer, som ärtväxter (vedlar) samt kransblommiga växter (gråmynta och lejonsvansar)